# Epifanio Méndez Fleitas
Epifanio Méndez Fleitas (San Pedro del Paraná, 7 aprile 1917 – Buenos Aires, 22 novembre 1985) è stato un politico, scrittore e musicista paraguaiano.
Dopo essere stato uno dei protagonisti del colpo di Stato che portò al potere Alfredo Stroessner in Paraguay nel 1954 divenne in seguito un importante oppositore dello stesso generale.

## Biografia
Nato nel distretto di San Pedro del Paraná, nel dipartimento di Itapúa, Epifanio Méndez Fleitas cominciò i suoi studi nel suo paese natale, per poi continuarli a Villarrica, dove cominciò a scrivere i suoi primi saggi. Intraprese in seguito studi di giurisprudenza, che però non riuscì a completare perché attratto dall'attività politica: dopo aver aderito al "Partido Colorado" (Asociación Nacional Republicana) entrò nella compagine di governo e divenne in seguito Capo della polizia nel 1949 e Presidente della Banca Centrale del Paraguay nel 1952.
Nel 1954 si mise a fianco di Alfredo Stroessner, comandante in capo delle forze armate, per rovesciare il governo di Federico Chávez, che l'aveva estromesso dalla Banca Centrale; Méndez Fleitas riprese il suo precedente ruolo e cominciò a dirigere il giornale La Unión, che divenne l'organo ufficiale del partito al potere. La deposizione di Juan Domingo Perón in Argentina, con il quale manteneva ottimi rapporti, lo mise tuttavia in posizione di debolezza all'interno della nuova giunta paraguaiana; Stroessner ne approfittò per eliminare un possibile rivale e nominò Méndez Fleitas "ambasciatore itinerante" per allontanarlo da Asunción.
Dopo anni d'esilio in Uruguay, Argentina e Stati Uniti d'America, Epifanio Méndez Fleitas morì a Buenos Aires il 22 novembre 1985.

## Musicista e scrittore
Oltre che per la sua intensa attività politica, Epifanio Méndez Fleitas si distinse anche come musicista e scrittore. Nell'ambito musicale scrisse una quarantina di canzoni di genere folclorico, alcune delle quali divennero molto popolari in Paraguay; fu inoltre autore di numerosi saggi nei quali cercò di coniugare spirito critico e passione sociale.

## Opere
1936 - Sueños de adolescente (Saggi poetici)

1939 - Bajo la verde arboleda (Saggi poetici)

1950 - Batallas por la democracia (con Osvaldo Chaves)

1951 - El orden para la libertad

1965 - Diagnosis paraguaya

1971 - Psicología del Colonialismo. Imperialismo yanqui-brasilero en el Paraguay

1973 - Ideologías de dependencia y segunda emancipación

1976 - Lo histórico y lo antihistórico en el Paraguay. Carta a los colorados

1979 - Carta a los liberales

1980 - Carta a un compañero

1983 - Marxismo teórico y utópico. Estructura del neocolonialismo en el Paraguay